# Chapelle des Pénitents de Montagnac
Pour les articles homonymes, voir Chapelle des Pénitents.
La chapelle des Pénitents de Montagnac est une chapelle située à Montagnac dans le département français de l'Hérault et la région Occitanie.

## Localisation
La chapelle possède une entrée située au 21 avenue Pierre-Sirven, soit mitoyenne de l'école privée Puységur dont elle constitue une ancienne dépendance.

## Historique
Cet édifice appartient à l’ancien couvent des Augustins.
Après avoir été un lieu de culte jusque dans les années 1960, elle sert d'entrepôt avant de terminer en dépotoir. Lors d'une inondation, le bâtiment est submergé par plus d'1,5 m d'eau.
Elle est acquise en 2015 par M. Olivier Fury, en vue de restauration,. Le budget de restauration s'élève à 360 000 euros, sans subventions. Le chantier reçoit à plusieurs reprises la visite d'un architecte des bâtiments de France.

## Procédure correctionnelle
En dépit du soutien du maire de la ville, et d'une lettre de félicitations de Brigitte Macron, la Direction régionale des Affaires culturelles assigne en justice le propriétaire des lieux, estimant que la rénovation s'est faite « sans déclaration ou accord préalable ». Le 16 mai 2023, le procureur requiert 6 000 € d’amende , et donc la destruction, sous six mois, du sol en béton ciré, du podium érigé au-dessus de la crypte ou encore d’une mezzanine.
Le tribunal correctionnel suivant ces réquisitions, le propriétaire est donc condamné le 28 juin. Il annonce alors faire appel. L'Association de sauvegarde du monastère des Augustins de Montagnac demande à la mairie d'ouvrir les lieux au public afin de le laisser juger du travail réalisé.

## Mobilier
S'y trouve une cloche datant de 1603 et qui porte l'inscription « Mon ton appelle le peuple ». Cette cloche a été offerte par l'évêché en 1982 à l'église Saint-Augustin de La Grande-Motte.
Elle contient des autels de gypseries datant du XVIIe siècle, des décors du XVIIIe siècle et des peintures du XIXe siècle.

## Protection
La chapelle fait l’objet d’une inscription au titre des monuments historiques depuis le 29 août 2009.